# کروماتوگرافی
کروماتوگرافی. (به انگلیسی: Chromatography) یا  سَوانِگاری روشی است در علم شیمی برای جداسازی اجزای یک مخلوط با عبور دادن یک فاز متحرک از روی یک فاز ساکن.
در این روش معمولاً مخلوط که به صورت مایع یا گاز است از یک لوله یا شبکه گذرانده می‌شود؛ سرعت حرکت اجزای تشکیل دهنده مخلوط در لوله یا شبکه مختلف است (با توجه به عناصر دیواره داخلی لوله یا شبکه) در نتیجه مخلوط به اجزای تشکیل دهنده تجزیه شده و هر جز جداگانه خارج می‌شود. در کروماتوگرافی دو فاز وجود دارد فاز ثابت و فاز متحرک، فاز ثابت در واقع اجزای درون لوله یا شبکه جداسازی را تشکیل می‌دهند و فاز متحرک مربوط به ماده‌ای است که می‌خواهد مورد تجزیه و تخلیص قرار بگیرد. فاز ثابت می‌تواند مایع یا جامد باشد که بر اساس اینکه جامد یا مایع باشد به کروماتوگرافی جذب سطحی و کروماتوگرافی تقسیمی، تقسیم می‌شوند. اساس جداسازی در کروماتوگرافی متفاوت می‌باشد جداسازی براساس وزن مولکولی و جداسازی بر اساس میل اتصال به فاز ثابت از اهم این اصول می‌باشد. کروماتوگرافی یک اصطلاح کلی است که در آزمایشگاه‌ها برای جداسازی ترکیبات استفاده می‌شود. این ترکیب در مایعی به نام فاز متحرک حل شده‌است و توسط ساختار دیگری به نام فاز ثابت نگهداری می‌شود. اجزای مختلف این ترکیب با سرعت‌های مختلفی حرکت می‌کنند و همین امر باعث جداسازی این ذرات می‌شود. جداسازی بر اساس تفکیک دیفرانسیلی بین فاز متحرک و ثابت انجام می‌شود. تفاوت‌های نامحسوس در مقدار پارتیشن یک ترکیب در فاز ثابت باعث جدایی اجزا می‌شود. کروماتوگرافی می‌تواند مقدماتی یا تحلیلی (تجزیه‌ای) باشد. هدف از کروماتوگرافی مقدماتی جداسازی اجزا برای استفاده‌های پیشرفته می‌باشد. این در حالی است که کروماتوگرافی تحلیلی به صورت نرمال بر روی گروه کوچکی از مواد صورت می‌گیرد و برای اندازه‌گیری نسبت آنالیت‌ها در مخلوط می‌باشد. این دو با یکدیگر متناسب بوده و هیچ تضادی با یکدیگر ندارند.

## تاریخچه
پر کاربردترین شیوه جداسازی مواد تجزیه‌ای کروماتوگرافی است که در تمام شاخه‌های علوم کاربردهایی دارد. کروماتوگرافی گروه گوناگون و مهمی از روش‌های جداسازی مواد را شامل می‌شود و امکان می‌دهد تا اجزای سازنده نزدیک به هم مخلوط‌های کمپلکس را جدا، منزوی و شناسایی کند بسیاری از این جداسازی‌ها به روش‌های دیگر ناممکن است. کروماتوگرافی (کروماتوس=رنگ، گرافین=نوشتن) یک تکنیک چند مرحله ای بر پایه اختلاف مواد در جذب روی یک صفحه یا حل شدن در یک فیلم نازک مایع می باشد. 
اولین روش‌های کروماتوگرافی در سال ۱۹۰۳ به وسیلهٔ میخائیل تسوت ابداع و نامگذاری شد. او از این روش برای جداسازی مواد رنگی استفاده کرد. مارتین و سینج در سال ۱۹۵۲ به پاس اکتشافاتشان در زمینه کروماتوگرافی جایزه نوبل دریافت کردند.

## مبانی
سوانگاری را به دلیل اینکه در برگیرنده سامانه‌ها و فنون مختلفی است نمی‌توان به‌طور مشخص تعریف کرد. اغلب جداسازی‌ها بر مبنای کروماتوگرافی بر روی مخلوط‌هایی از مواد بی‌رنگ از جمله گازها صورت می‌گیرد. کروماتوگرافی متکی بر حرکت نسبی دو فاز است ولی در کروماتوگرافی یکی از فازها بدون حرکت است و فاز ساکن نامیده می‌شود و دیگری را فاز متحرک می‌نامند. اجزای یک مخلوط به وسیله جریانی از یک فاز متحرک از داخل فاز ساکن عبور داده می‌شود. جداسازی‌ها بر اساس اختلاف در سرعت مهاجرت اجزای مختلف نمونه استوارند.

## روش‌ها
روش‌های سوانگاری را می‌توان ابتدا بر حسب ماهیت فاز متحرک و سپس بر حسب ماهیت فاز ساکن طبقه‌بندی کرد. فاز متحرک ممکن است گاز یا مایع و فاز ساکن ممکن است جامد یا مایع باشد. بدین ترتیب فرایند کروماتوگرافی به چهار بخش اصلی تقسیم می‌شود. اگر فاز ساکن جامد باشد کروماتوگرافی را کروماتوگرافی جذب سطحی و اگر فاز ساکن، مایع باشد کروماتوگرافی را تقسیمی می‌نامند.

## انواع کروماتوگرافی
هر یک از چهار نوع اصلی کروماتوگرافی انواع مختلف دارد:
- کروماتوگرافی مایع – جامد

1. کروماتوگرافی جذب سطحی
2. کروماتوگرافی لایه نازک # کروماتوگرافی تبادل یونی
3. کروماتوگرافی ژلی

- کروماتوگرافی گاز – جامد
- کروماتوگرافی مایع – مایع

1. کروماتوگرافی تقسیمی
2. کروماتوگرافی کاغذی

- کروماتوگرافی گاز – مایع

1. کروماتوگرافی ستون مویین

## اصطلاحات کروماتوگرافی[۲]
آنالیت ماده‌ای است که باید در طول فرایند جدا شود. همچنین به‌طور معمول چیزی است که باید از مخلوط به دست آورد.

کروماتوگرافی آنالیزکننده برای تعیین وجود و همچنین احتمالاً غلظت آنالیت(ها) در یک نمونه استفاده می‌شود.

فاز اتصالی یک فاز ساکن است که  با پیوندهای از نوع کووالانسی به ذرات پشتیبان یا به درون دیوارهٔ ستون کروماتوگرافی متصل شده‌است.

کروماتوگرام یک خروجی بصری از کروماتوگراف است.

کروماتوگراف وسیلهٔ آزمایشگاهی است که امکان جداسازی پیشرفته و تخصصی را فراهم می‌کند

کروماتوگرافی یک روش فیزیکی جداسازی است که اجزاء را برای جداسازی بین دو فاز، یک فاز ساکن و دیگری فاز
elute فاز متحرکی است که ستون را ترک می‌کند.

eluent حلالی است که آنالیت را با خود حمل می‌کند.

eluotropic series لیستی از حلال‌هایی است که بر اساس قدرت شویندگی شان رتبه‌بندی شده‌اند.

فاز از حرکت ایستاده یک فاز ساکن است که بر روی اجزای حمایتی یا روی دیوارهٔ داخلی ستون کروماتوگرافی از حرکت ایستاده است.

فاز متحرک فازی است که در یک جهت معین حرکت می‌کند، می‌تواند مایع باشد (LC و الکتروکروماتوگرافی مویی (CEC))، یک گاز (CG)، یا یک سیال فوق بحرانی (کروماتوگرافی مایع – فوق بحرانی، SFC) باشد.

کروماتوگرافی مهیا کنننده برای خالص‌سازی کمیت‌های کافی از مواد برای استفادهٔ بیشتر ترجیحاً تا آنالیز آن‌ها، مورد استفاده قرار می‌گیرد.

زمان بازداری زمانی است که برای یک آنالیت معین طول می‌کشد تا از میان سیستم (از مسیر ستون به سمت آشکار ساز) تحت شرایط مشخص عبور کند.

نمونه مادهٔ آنالیز شونده در فرایند است. ممکن است از یک ترکیب تشکیل شده باشد یا مخلوطی از ترکیبات باشد.

جسم حل شونده اشاره به ترکیبات نمونه در کروماتوگرافی تقسیمی دارد.

حلال اشاره به هر ماده‌ای دارد که قادر به حل مادهٔ دیگر باشد، و به ویژه فاز متحرک مایه در کروماتوگرافی مایع را گویند.

فاز ساکن مادهٔ تثیبت شده در یک مکان برای عمل کروماتوگرافی است

## کروماتوگرافی لایه نازک
این نوع جداسازی برای مقادیر بسیار کم کاربرد دارد. در این کروماتوگرافی فاز ساکن جامد و فاز متحرک مایع می‌باشد. حلال توسط جذب سطحی روی لایه بالا می‌رود و اجزای مختلف نمونه برحسب نوع و استحکام پیوند در محلی از لایه متمرکز می‌شوند. معمولاً اجسام قطبی پایین‌تر و اجسام غیرقطبی در بالای لایه قرار می‌گیرند.
حلال مناسب باید لکه‌ها را به خوبی از هم جدا کند و با مواد موجود در نمونه واکنش ندهد.
لکه‌گذاری روی لایه نازک به وسیله لوله مویین انجام می‌شود.
طبقه جاذب یا فاز ساکن (سیلیکاژل، آلومین …) روی شیشه یا هر جسم دیگری که خود اثری در عمل ندارد ریخته می‌شود.

## مزیت روش‌های سوانگاری
با روش‌های کروماتوگرافی می‌توان جداسازی‌هایی را که به روش‌های دیگر خیلی مشکل می‌باشند انجام داد. زیرا اختلافات جزئی موجود در رفتار جزئی اجسام در جریان عبور آن‌ها از یک سامانه کروماتوگرافی چندین برابر می‌شود. هر قدر این اختلاف بیشتر شود قدرت جداسازی مواد بیشتر و برای انجام جداسازی مواد نیاز کمتری به وجود اختلافات دیگر خواهد بود.
مزیت کروماتوگرافی نسبت به ستون تقطیر این است که نسبتاً آسان می‌توان به آن دست یافت با وجود اینکه ممکن است چندین روز طول بکشد تا یک ستون تقطیر به حداکثر بازده خود برسد ولی یک جداسازی مواد کروماتوگرافی می‌تواند در عرض چند دقیقه یا چند ساعت انجام گیرد.
یکی از مزایای برجسته روش‌های کروماتوگرافی این است که آن‌ها ملایم هستند. به این معنی که احتمال تجزیه مواد جداشونده به وسیله این روش‌ها در مقایسه با سایر روش‌ها کمتر است.
مزیت دیگر روش‌های کروماتوگرافی در این است که تنها مقدار بسیار کمی از مخلوط برای تجزیه لازم است به این دلیل روش‌های تجزیه‌ای مربوط به جداسازی مواد کروماتوگرافی می‌توانند در مقیاس میکرو و نیمه میکرو انجام گیرند.
روش‌های کروماتوگرافی ساده سریع و وسایل مورد لزوم آن‌ها ارزان هستند. مخلوط‌های پیچیده را می‌توان نسبتاً به آسانی به وسیله این روش‌ها به دست آورد.
مواد نوع کروماتوگرافی
مواد شیمیایی مشابه کروماتوگرافی تقسیمی
مواد شیمیایی غیر مشابه کروماتوگرافی جذب سطحی
گازها و اجسام فرار کروماتوگرافی گازی مواد یونی و معدنی
کروماتوگرافی تبادل یونی در ستون
کروماتوگرافی کاغذی یا لایه نازک
الکترفورز ناحیه‌ای
مواد یونی و غیر یونی کروماتوگرافی تبادل یون یا ژلی
مواد زیستی و ترکیباتی با جرم مولکولی نسبی بالا کروماتوگرافی ژلی الکتروفورز

## مقایسه کروماتوگرافی لایه نازک با انواع کروماتوگرافی[۲]

### مقایسه با کروماتوگرافی ستونی جذب سطحی
کروماتوگرافی ستونی جذب سطحی متداول، فرایندی کند است و مقادیر نسبتاً زیادی از جاذب و نمونه لازم دارد. پیشرفت‌های اخیر در سیستم‌های با کارایی بالا مطمئناً مشکلات سرعت، مقیاس و شناسایی را از بین برده‌اند؛ ولی این سیستم‌ها قیمت خیلی زیادی دارند و دستگاه مربوط به آن‌ها بسیار پیچیده است. در کروماتوگرافی لایه نازک تنها مقادیر کمی از جاذب و نمونه لازم است، دستگاه ساده و ارزان است.

لکه‌های جدا شده در روی صفحه مانند کروماتوگرافی کاغذی آشکار می‌شوند بنابراین، معمولاً جمع‌آوری اجزا لازم نیست. با وجود این هیچ اشکالی در انجام جداسازی‌های مقدماتی وجود نداشته و جداسازی مواد با افزایش ضخامت لایه و یا به کار بردن مقدار زیادی از نمونه، بیشتر انجام می‌گیرد. بعد از جداسازی مواد، به دست آوردن یک جسم به‌طور مجزا به طریق فراشیدن و جمع‌آوری آن قسمت از لایه که جسم بر روی آن جذب شده، ساده است. بعد از این عمل می‌توان جسم را در یک حلال مناسب استخراج کرد.

### مقایسه با کروماتوگرافی کاغذی
روش لایه نازک دارای مزیت عمده سرعت بیشتر، در اکثر موارد، جداسازی مواد بهتر می‌باشد. زمان متوسط برای حرکت حلال به مقدار ۱۰ در کروماتوگرافی لایه نازک روی سیلیکاژل ۳۰ – ۲۰ دقیقه است، در صورتی که همان جداسازی مواد بر روی یک کاغذ سریع ممکن است ۲ ساعت طول بکشد. جداسازی مواد بهتر به این واقعیت مربوط می‌شود که جاذب در کروماتوگرافی لایه نازک دارای ظرفیت بیشتری نسبت به کاغذ در کروماتوگرافی کاغذی است؛ بنابراین لکه‌های جدا شده شکل و اندازه کله اصلی را به‌طور نسبتاً زیادی حفظ می‌کنند و پخش شدن وابسته به کروماتوگرافی تقسیمی روی کاغذ در لایه نازک صورت نمی‌گیرد.

## کروماتوگرافی تبادل یونی[۲]

### اطلاعات اولیه
کروماتوگرافی تبادل یونی در ستون‌ها، به‌طور انحصاری، کاربرد رزین‌های تبادل یونی محدود می‌شود زیرا این مواد به‌طور عمده خواص مطلوبی، مانند پایداری مکانیکی و شیمیایی و یکنواختی اندازه دانه‌ها (ذرات) دارند، پودر سلولز که آن گرده‌های تبادل یونی به طریق شیمیایی قرار داده شده باشند نیز برای جداسازی مواد در ستون‌ها به کار می‌رود. ورقه‌هایی از سلولز عمل شده فوق و ورقه‌های سلولز پر شده با رزین‌های تبادل یونی را در روش کروموتوگرافی کاغذی برای جداسازی‌هایی که شامل تبادل یونی هستند، می‌توان مورد استفاده قرار داد.

### توصیف
در کروماتوگرافی تبادل یونی جداسازی مواد از نوع کروماتوگرافی که در آن‌ها رزین به جای جاذب در کروماتوگرافی جذبی قرار می‌گیرد، است. مقادیر زیادی از رزین‌های تبادل یونی برای جدا کردن کامل یون‌ها از محلول در آزمایشگاه و نیز در مقیاس صنعتی به کار می‌روند. یعنی از جداسازی‌های فوق‌العاده جالب عبارتند از جداسازی مواد لانتایندها، آکتینیدها و اسیدهای آمینه.

### رزین‌های متداول تبادل یونی
رزین‌های متداول تبادل یونی که به‌طور مصنوعی ساخته می‌شوند، بر پایه قالب غیر محلولی از یک بسپار بزرگ، معمولاً پلی استیرن، استوار هستند؛ ولی بعضی از آن‌ها متکی بر اسید متا اکریلیک هستند. نوع اول با بسپار کردن استیرن در حضور مقدار کمی از دی وینیل بنزن ساخته می‌شود. دی وینیل بنرن میزان اتصالات عرضی را که عامل مهمی در کروماتوگرافی است کنترل می‌کند. اتصالات عرضی، بسپار را به حالت نامحلول درمی‌آورد. اگر میزان اتصالات عرضی خیلی کم باشد رزین مستعد جذب مایع اضافی می‌شود و در نتیجه آماس زیادی می‌کند، در حالی که اتصالات عرضی زیاده از حد، ظرفیت تبادل رزین را، احتمالاً به علت ممانعت فضایی کم می‌کند.

گرده‌های قطبی که باعث خواص تبادل یون در رزین می‌شوند به جز در مورد اسید پلی متا اکریلیک، بعد از عمل بسپار شدن به رزین اضافه می‌شوند. با بسپار شدن در یک امولسیون آبی می‌توان دانه‌هایی با اندازه‌های معین تهیه کرد و در این صورت است که رزین‌ها برای عمل یون زدایی و اهداف کروماتوگرافی به کار می‌روند. بعضی از رزین‌ها را به شکل ورقه می‌سازند که در این صورت غشاهای تبادل یونی به دست می‌آیند. این غشاها به این صورت کاربردی در کروماتوگرافی ندارند ولی می‌توان از آن‌ها برای نمک‌زدایی محلول‌ها، که ممکن است یک عمل مقدماتی ضروری برای یک جداسازی مواد کروماتوگرافی مورد نظر باشد، استفاده کرد.

مواد مبادله‌کننده یون: تبادل گرهای کاتیونی و آنیونی دو نوع عمده مواد مبادله‌کننده یون هستند که آن‌ها را به نوبه خود می‌توان بر حسب قدرتشان به اسید و باز تقسیم‌بندی کرد.

تبادل‌گر کاتیونی: گروه‌های قطبی در تبادل‌گرهای کاتیونی، که یا و یا می‌باشند، خاصیت اسیدی دارند این گروه‌ها به مولکول‌های بسپار به‌طور قطعی متصل هستند و در معرض محلول حاوی یون‌هایی که باید حذف یا جدا شوند، قرار می‌گیرند.

گروه‌های قطبی در تبادل گرهای آنیونی گروه‌های آمونیوم نوع سوم یا چهارم هستند و مثل هم عمل می‌کنند. تبادل‌گر آنیونی بیشتر به شکل کلرید هستند تا به شکل هیدروکسید زیرا کلریدها پایدارتر هستند.

### خواص رزین‌ها
باید دارای گروه‌های مبادله‌کننده تک عاملی باشد. برای رزین‌های جدید هیچ مشکلی در این مورد وجود ندارد ولی محصولات اولیه که از فنل ساخته می‌شدند چند عاملی بودند و خواص تبادل آن‌ها بستگی به PH محلولی که در آن قرار می‌گرفتند، داشت. از این نقطه نظر این رزین‌ها برای کروماتوگرافی مناسب نبودند.

باید درجه اتصالات عرضی کنترل شده داشته باشد. ۴–۸٪ بهترین درجه برای کروماتوگرافی است.

گستره اندازه ذرات باید تا آنجایی که ممکن است کوچک باشد.

اندازه ذرات باید، تا آنجایی که عملی است کوچک باشد.

### مزیت اساسی کروماتوگرافی تبادل یونی
در کروماتوگرافی، محلول‌های بکار رفته اکثراً رقیق هستند و در نتیجه روش شستشو بیشتر به کار می‌رود و اغلب جداسازی‌های بسیار رضایت بخشی به دست می‌آید. در مورد رزین‌ها تجزیه جانشینی و تجزیه مرحله‌ای و شستشوی تدریجی همگی به کار می‌روند؛ ولی از تجزیه جبهه‌ای استفاده نمی‌شود. روش دیگر شستشو، تحت عنوان گزینش پذیری، نیز کارایی مفیدی دارد. این روش به تغییر فعالیت یون‌هایی بستگی دارد که باید به وسیلهٔ عامل شوینده‌ای که با یون‌ها تشکیل کمپلکس می‌دهد جدا شوند.

تشکیل کمپکس بدون شک عامل مهمی در سایر روش‌های کروماتوگرافی، مخصوصاً در جداسازی‌های معدنی روی کاغذ است، ولی در هیچ‌یک از سایر روش‌ها این موضوع به همان وسعت که در کروماتوگرافی تبادل یونی استفاده شده، مطالعه نشده‌است. یکی از قدیمی‌ترین و جالب‌ترین موفقیت‌ها در کروماتوگرافی تبادل یونی جداسازی مواد لانتایندها در یک رزین اسید قوی و با استفاده از یک محلول سیترات تامپونی برای شستشو است.

### کروماتوگرافی نمک زنی
در روش کروماتوگرافی نمک‌زنی، از رزین‌های تبادل یونی برای جداسازی مواد غیر الکترولیت‌ها، با شستن آن‌ها از ستون به وسیله محلول‌های آبی یک نمک، استفاده می‌شود. اجسام جدا شده به وسیلهٔ این روش، اترها، آلدئیدها، کتون‌ها و آمین‌ها هستند.

### تبادل‌گرهای یون معدنی
بعضی از نمک‌های معدنی برای پر کردن کاغذ و آماده‌سازی آن به منظور استفاده در جداسازی‌ها که بر اثر تبادل یون صورت می‌گیرند، بکار می‌روند. یکی از دلایل توجه به مواد معدنی این است که تبادل‌گرهای یونی رزینی بر اثر تابش مستعد خراب شدن هستند؛ بنابراین در حقیقت برای استفاده با محلول‌های خیلی فعال مناسب نیستند. اگر چه برای جداسازی مواد، به عنوان مثال، مخلوط‌های اکتیندها یا موفقیت به کاربرده شده‌اند. مواد معدنی دارای مزایای دیگری مانند گزینش‌پذیری خیلی زیاد برای بعضی از یون‌ها مانند روبیدیم و سزیم و توانایی در برابر محلول‌های با دمای بالا هستند.

به علاوه تبادل گرهای یونی معدنی وقتی که در آب قرار می‌گیرند به مقدار قابل توجهی آماس نمی‌کنند و حجم آن‌ها با تغییر قدرت یونی محلول در تماس با آن‌ها تغییر نمی‌کند. از طرف دیگر، بعضی از مواد معدنی معایبی مانند انحلال‌پذیری یا والختی در بعضی از PHها که در آن معمولاً رزین‌ها پایدارند، دارند یا ممکن است در محلول‌هایی که رزین‌ها غیر محلول هستند، حل شوند. همچنین تبادل‌گرهای یونی معدنی ممکن است به شکل بلورهای ریز باشند که به علت ممانعت از عبور فاز متحرک، برای پر کردن در ستون‌ها مناسب نیستند. اگر چه راه‌هایی برای فائق آمدن به این مشکل وجود دارد.

## انتخاب بهترین روش کروماتوگرافی[۲]
انتخاب نوع روش کروماتوگرافی بجز در موارد واضح (مانند کروماتوگرافی گازی در جداسازی مواد گازها) عموماً تجربی است. زیرا هنوز هیچ راهی جهت پیش‌بینی بهترین روش برای جداسازی مواد اجسام مگر در چند مورد ساده وجود ندارد. در ابتدا روش‌های ساده‌تر مانند کروماتوگرافی کاغذی و لایه نازک امتحان می‌شوند. زیرا این روش‌ها در صورتی که مستقیماً قادر به جداسازی مواد نباشند نوع سیستم کروماتوگرافی را که جداسازی مواد به وسیلهٔ آن باید صورت بگیرد، مشخص می‌کنند آنگاه در صورت لزوم از روش‌های پیچیده‌تر استفاده می‌شود. از فهرست زیر می‌توان به عنوان یک راهنمای تقریبی استفاده کرد:
مواد----نوع کروماتوگرافی
- مواد شیمیایی مشابه---- کروماتوگرافی تقسیمی
- مواد شیمیایی غیر مشابه-کروماتوگرافی جذب سطحی
- گازها و اجسام فرار----کروماتوگرافی گازی
- مواد یونی و معدنی ----کروماتوگرافی کاغذی یا لایه نازک – کروماتوگرافی تبادل یونی درستون
- مواد یونی و غیر یونی ---کروماتوگرافی تبادل یون یا ژلی
- مواد زیستی ---- کروماتوگرافی ژلی الکتروفورز

در جداسازی‌های مشکل وقتی که روش‌های ساده فاقد کارایی لازم هستند روش کروماتوگرافی مایع با کارایی بالا (HPLC) می‌تواند جوابگو باشد.